# Julius Axelrod
Julius Axelrod (New York, Manhattan, 1912. május 30. – Rockville, Maryland, 2004. december 29.) amerikai biokémikus, farmakológus. A neurotranszmitterek terén végzett kutatásaiért 1970-ben orvostudományi Nobel-díjban részesült.

## Tanulmányai
Julius Axelrod 1912. május 30-án született New Yorkban, Manhattanben, az East Side-on. Szülei Lengyel-Galíciából származó szegény zsidó bevándorlók voltak. Apja, Isadore Axelrod mestersége kosárfonó volt és házaló élelmiszerárusként kereste a kenyerét; anyja, Molly Axelrod (leánykori nevén Lichtling) háztartásbeli volt. Egyikük sem tudott angolul írni-olvasni.
Julius ugyanabba a középiskolába (a Seward Parkba) járt, ahová később Tony Curtis és Walter Matthau. Orvos akart lenni és a New York-i Egyetemen kezdett el tanulni, de a család anyagi lehetőségei egy év után ezt nem tették lehetővé, úgyhogy át kellett mennie a tandíjmentes New York-i Városi Főiskolára (College of the City of New York). 1933-ban BSc-diplomát szerzett biológiából; ugyanebben az évben egy laboratóriumi balesetben elvesztette a bal szemét. Nem volt különösebben jó tanuló, így a gazdasági válság közepette hiába jelentkezett orvosképzésre, az egyetemek nem vették fel. Axelrod a Harriman Kutatóintézetnél talált vegyésztechnikusi állást és K. G. Falk asszisztense volt, aki a tumorokban előforduló enzimeket vizsgálta. 1935-ben a laboratórium csődbe jutott, Axelrod pedig a New York városának közegészségügyi hatóságának egyik laboratóriumában talált munkát, George B. Wallace nyugdíjas gyógyszerészprofesszornak segédkezett. A vitaminnal dúsított élelmiszerek tényleges vitamintartalmát ellenőrizte, de az ehhez szükséges módszereket magának kellett adaptálnia az ételmintákhoz. Esténként a New York-i Egyetem kémia szakán tanult, ahol 1942-ben mesterfokozatot szerzett. Diplomamunkáját a B1-vitaminhiányos patkányok szöveteinek észterbontó tulajdonságának vizsgálatából írta. A második világháborúban rossz szeme miatt nem hívták be katonának.

## Munkássága

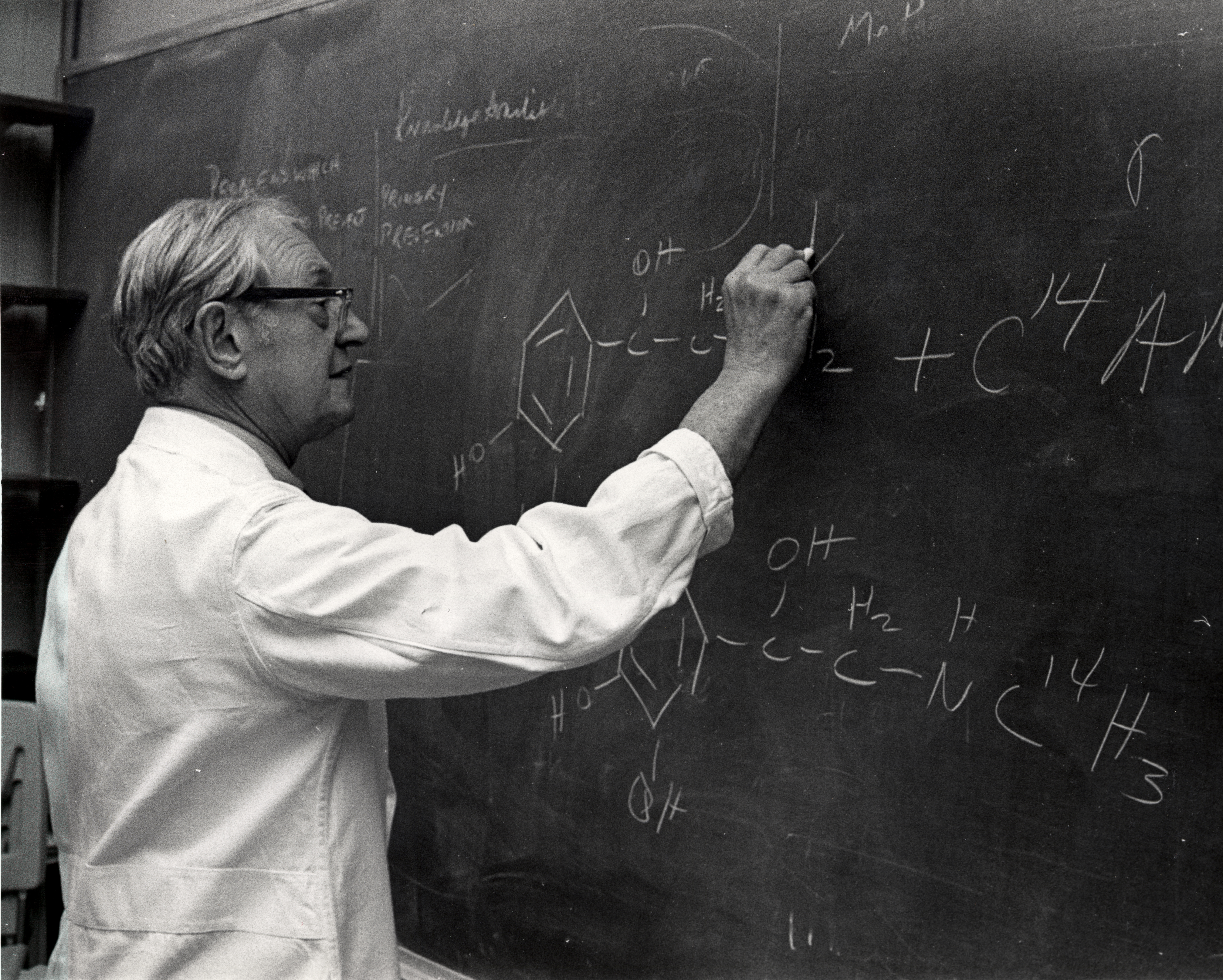

1946-ban a laboratóriumot felkérték, hogy vizsgálja meg, miért emelkedik meg a szervezet methemoglobinszintje (esetenként annyira, hogy oxigénhiányos, fulladásos tüneteket okozott) egyes fájdalomcsillapítók (mint az acetanilid) hatására. Axelrod a gyógyszerek metabolizmusának szakértőjétől, Bernard B. Brodietól kért tanácsot, aki felajánlotta neki, hogy kísérleteit végezze az ő laboratóriumában, a New York-i Roosevelt Island-en fekvő Goldwater Memorial Hospitalban. Mivel az acetanilid anilinszármazék volt és az anilinról ismert volt, hogy methemoglobint képez, Axelrod kidolgozott egy érzékeny eljárást a mennyiségének meghatározására a vérben és a vizeletben. Kiderült, hogy valóban az anilin okozta a tüneteket. Axelrod emellett felfedezte, hogy a vegyület fájdalomcsillapító hatása egy másik metabolitjának, az N-acetil-p-aminofenolnak (paracetamolnak) köszönhető, amely biztonságosan adható hatóanyag.
Axelrod folytatta együttműködését Brodieval. 1949-ben az utóbbi főnökét, James A. Shannont kinevezték a bethsedai National Institues of Health (NIH) egyik részlegének igazgatójává, ők ketten pedig a csapata részeként követték őt. Axelrod és Brodie ekkor a fájdalomcsillapítókat és a C-vitamin gyógyszerlebontásra gyakorolt hatását tanulmányozták. 1952-ben önálló feladatot kapott, a szimpatikus idegrendszert aktiváló szerek (ezek hatása a szívverés, a vérnyomás és a légzésgyakoriság növelése, a pupillák kitágulása), az amfetamin, metamfetamin, efedrin metabolizmusát kezdte el kutatni. Felfedezte, hogy a szervezet az amincsoportok eltávolításával és hidroxilcsoport hozzáadásával semlegesíti ezeket a hatóanyagokat. Sikerült azonosítania a feladatot végző enzimeket (és ezzel a májenzimek egy teljesen új családját fedezte fel) és azt, hogy ezek a májsejtek mikroszómáiban találhatóak.
Az amfetaminnal végzett munkája során Axelrod összekülönbözött Brodieval azon, hogy ki legyen a közös cikkeik első szerzője és ez együttműködésük végét jelentette. Rá kellett jönnie, hogy bár az intézet elismert kutatója volt, PhD nélkül az előrehaladási lehetőségei igen szűkösek. Kutatási szabadságot vett ki és 1955-re, 42 éves korára a George Washington Egyetemen megszerezte a doktori fokozatot. 

### Neurotranszmitter-kutatás
Még a disszertációján dolgozott, amikor Seymour Kety a NIH egyik tagszervezete, a Mentális Egészség Nemzeti Intézetének tudományos igazgatója meghívta a laboratóriumába, ahol a mentális betegségek biokémiai hátterét vizsgálták. Axelrod első munkája az LSD metabolizmusának és farmakokinetikájának meghatározása volt. 1957 elején Kety ismertette munkatársaival a kanadai Abram Hoffer elméletét, miszerint az adrenalin (amely hormonként és neurotranszmitterként is szolgál) oxidált formája, az adrenokróm szkizofrén jellegű hallucinációkat okoz és ezért feltételezhető, hogy a szkizofrénia az adrenalin hibás lebomlásának eredménye. Axelrod elkezdett dolgozni a témán és még ebben az évben rájött, hogy az adrenalint az akkori közvélekedéssel ellentétben nem a monoamin-oxidáz (MAO) bontja le, hanem egy új enzim, a katekol-O-metiltranszferáz. 1958-ban kiderítette, hogy az enzim az egész agyban általánosan megtalálható. A későbbiekben az enzimet blokkolva fontos, többek között a Parkinson-kór tüneteit enyhítő gyógyszereket tudtak kifejleszteni.
Axelrod ezután radioaktívan jelzett adrenalint és noradrenalint használva 1961-re felfedezte, hogy az idegsejtek közötti szinapszisokban, ahol ezek a molekulák neurotranszmitterként az ingerületet közvetítik, az idegingerület elhaladta után az idegsejt újrafelhasználás céljából visszaabszorbeálja őket.
Axelrod és Herbert Weissbach 1958-59-ben radioaktívan jelzett molekulákkal kimutatta, hogy a bioritmust szabályozó melatonin a tobozmirigyben keletkezik triptofánból és szerotoninból. 1963-ban Richard J. Wurtmannal közösen felfedezte, hogy a nőstény patkányok peteérését a melatoninon (illetve annak hiánya) is szabályozza. Azt is kimutatta, hogy a folyamatosan sötétben tartott állatokban megmarad a napi bioritmust szabályozó melatonin és szerotonin szintjének ritmusos változása, valamint hogy a szervezet belső órája az agyban található.
1967-ben megkapta a kanadai Gairdner Alapítvány nemzetközi díját. 

### A Nobel-díj
1970-ben Julius Axelrod (Bernard Katz-cal és Ulf von Eulerrel megosztva) elnyerte az orvostudományi Nobel-díjat "az idegvégződések humorális transzmittorainak és tárolásuk, felszabadításuk és inaktivációjuk mechanizmusának felfedezéséért". Az ezzel járó közismertséget felhasználva támadta a kormánynak azt a politikáját, hogy egyes konkrét célokra (mint pl. a rákkutatás) koncentrálja az alapkutatási finanszírozást. Axelrod szerint ezeknek a támogatásoknak nagy része elvész, és tisztában kell lenni azzal, hogy a rendelkezésre álló tudással milyen problémákat vagyunk képesek megoldani. Támogatta a kutatási szabadságot és a tudomány egészének fejlesztését.
Axelrod ateista volt, de hű maradt zsidó gyökereihez és segítette az antiszemitizmus ellen harcoló szervezeteket. 1975-ben más tudósokkal együtt felvette, hogy kilép a Nemzetközi Agykutató Szervezetből, ha az UNESCO továbbra sem engedi Izrael részvételét a szervezetben.
1984-ben visszavonult, de intézetében továbbra is biztosítottak számára egy laboratóriumot, ahol egészen haláláig dolgozott. 

## Családja
Axelrod 1938-ban vette feleségül a kémikus végzettségű Sally Taubot. Két fiuk született, Paul (1946) és Alfred (1949). Felesége később általános iskolában tanított.
Julius Axelrod 2004. december 29-én halt meg rockville-i otthonában, szívroham következtében.